# Heinrich Sieben
Heinrich Sieben (* 10. Januar 1894 in Erkelenz; † 24. Dezember 1954 ebenda) war ein deutscher Kommunalpolitiker und ehrenamtlicher Landrat (CDU).

## Leben und Beruf
Nach dem Schulbesuch absolvierte er eine kaufmännische Ausbildung und war anschließend bis 1954 bei einer Firma in Erkelenz, zuletzt als kaufmännischer Leiter tätig. Sieben war verheiratet.
Sieben war Mitglied des Rates der Stadt Erkelenz. Von Februar 1946 bis November 1946 und von Oktober 1948 bis 1952 war er hier Bürgermeister. 
Mitglied des Kreistages des damaligen Landkreises Erkelenz war er vom 12. Februar 1946 bis zum 8. November 1952. Von 5. November 1946 bis zum 7. November 1948 war Sieben Landrat des Kreises. 
Sieben war 1946 Gründungsmitglied des CDU-Ortsvereins Erkelenz und der erste Vorsitzende des Ortsvereins.